# Château de Droupt-Saint-Basle
Le château de Droupt-Saint-Basle est une demeure de la fin du XVIe siècle, remaniée aux XVIIIe et XIXe siècles, qui se dresse sur la commune française de Droupt-Saint-Basle dans le département de l'Aube, en région Grand Est. Le château abrite de nos jours un musée privé consacré à l'art populaire.
Le château fait l'objet d'une inscription partielle au titre des monuments historiques.

## Historique
La seigneurie de Droupt était au Moyen Âge partagée entre plusieurs propriétaires, dont les comtes de Champagne, auxquels succédèrent les rois de France et l’abbaye de Montier-la-Celle.
Réunifiée au XVe siècle, elle est passée aux chanoines de Vincennes, châtelains de Méry.
Mentionnée en 1206 comme appartenant à Girard, seigneur de Droupt pour son château dépendant de la chastellenie de Méry, c'est en 1580 que Louis Le Mairat obtient la terre de Droupt, groupé avec le bois de Vincennes.

### Famille Le Mairat: de 1581 à 1712
En 1581 un contrat qualifié d’échange est conclu entre les chanoines de Vincennes et Louis Le Mairat, riche drapier et bourgeois de Troyes, qui devient seigneur du lieu ; il détient la haute, moyenne et basse justice.
« En 1586, Le Mairat, fidèle à son roi Henri III, obtient des lettres patentes l’autorisant à entourer sa maison de murs et de fossés avec pont-levis, et la mettre ainsi à l’abri des voleurs et vagabonds ».
C’est à cette date que remonte l’origine du château actuel. De cette époque subsistent encore à ce jour la poterne d’entrée et le bâtiment de la porterie, la deuxième poterne, les trois tours d’angle et tous les murs extérieurs des communs, et la double rangée de douves.
Le Mairat, à nouveau maire de Troyes depuis 1589, a une attitude loyale envers le roi Henri IV. En 1598 une lettre du souverain ratifie l’échange de 1581 en considération des « bons et fidèles services que le maire nous a rendus en la réduction de notre ville de Troyes en notre obéissance ». Le Mairat est alors seigneur de Droupt et de Barberey.
L’un de ses quatre fils, Louis, jésuite, plus connu sous la forme latinisée de son nom, Ludovicus Maeratius, brillant philosophe et théologien, laisse trois volumes de Disputes théologiques qui constituent un commentaire très complet de la Somme de saint Thomas d’Aquin.
Après la mort de Louis Le Mairat en 1602 la seigneurie passe à son fils Joachim, puis à son petit-fils Jean, conseiller au Grand Conseil, puis conseiller d’État (il construit à la fin du XVIIe siècle le château de Barberey).
Ses descendants vendent en 1712 la seigneurie de Droupt à Jean Moreau, écuyer, secrétaire du roi, contrôleur général de la Grande Chancellerie.

### Famille Guillaume de Chavaudon: de 1714 à 1974
Le 26 juin 1714 Pierre Guillaume de Chavaudon, qui siège au conseil du roi, et Louis Guillaume de Chavaudon, grand archidiacre de Troyes, aumônier de feue Madame la Reine, obtiennent une sentence leur adjugeant la seigneurie de Droupt par droit de retrait lignage.
À la mort de ce dernier en 1731 la seigneurie est à nouveau réunie. En 1743 Pierre-Nicolas Guillaume de Chavaudon de Sainte-Maure, conseiller à la Cour des aides à Paris, seigneur de Droupt entreprend de grands travaux.
Il modifie la façade du corps de logis principal, de Louis Le Mairat, remanie les façades des communs côté jardin et réalise ainsi un château de plaisance de style classique, pour y recevoir ses amis lors de grandes chasses.
En 1762 son fils Étienne-Paul, capitaine des dragons, chevalier de Saint Louis, seigneur de Droupt Sainte-Marie, de Droupt Saint-Basle, de la Grange du Ruez et de Beauregard, dit chevalier de Sainte-Maure, fait exécuter des travaux importants. Il enlève plus de 2 000 voitures de terre pour élever son jardin et fait exécuter une saignée dans la rivière pour conduire l’eau aux fossés du château.
Son fils Charles-Étienne de Chavaudon, sert à l’étranger dans le corps de Monsieur de Rouillée. Présumé émigré le 11 juin 1792, ses parents sont arrêtés et gardés dans leur château, puis à Troyes. Radié de la liste des émigrés il réussit à récupérer un quart de sa fortune.
Le dernier marquis de Chavaudon meurt en 1929, laissant son épouse et une fille unique qui décède en 1933 à l’âge de 13 ans.
Au cours de la Seconde Guerre mondiale le château est occupé par les Allemands qui le transforment en maison de convalescence.
Cent-cinquante allemands occupent ainsi le château, qui, en raison de son utilisation hospitalière, échappe aux bombardements des alliés. La marquise de Chavaudon s’est alors réfugiée dans le « pavillon » aménagé dans une aile du château pour la marquise douairière.
Après le départ des Allemands elle n’est jamais retournée vivre au château, mais celui-ci est demeuré entretenu.
La marquise poursuit l’œuvre de son mari. Elle renonce à tous ses droits dans sa propre famille pour conserver le patrimoine des Chavaudon. Elle meurt en 1974, laissant comme héritiers douze neveux et nièces qui éparpillent tous les meubles et objets, emportent (on ne sait où) les papiers de famille et vendent le château.
En 1974 le château, inoccupé depuis la guerre, est néanmoins en état correct.
Le château est acheté par deux demoiselles menant « grande vie ». Elles ne procèdent à aucun entretien, et remettent le château en vente.
Un acheteur se présente et prend aussitôt possession du château. Il ouvre toutes les portes et fenêtres, et part dans le parc où il coupe tous les gros arbres, laissant les houpiers sur place... mais il ne donne pas suite à son projet d’acquisition et la propriété est à nouveau mise en vente. Elle est alors en très mauvais état : trou dans la façade, trous dans la toiture, les animaux vivent à l'intérieur du château.
Un nouveau propriétaire sauve le château en bouchant les trous sur la façade et la couverture, mais trouvant les travaux à entreprendre trop importants, remet en vente le château en le laissant hors d’eau, mais dans un état lamentable…

### Famille Paupe: de 1983 à 2021
Le château est acheté le 27 juillet 1983 alors que sa démolition était envisagée : les douves étaient pratiquement comblées, les murs entourant les douves plus ou moins effondrés, des verrues étaient accrochées aux bâtiments au XIXe siècle pour abriter salle d’eau, WC… À l’intérieur, désastre, planchers « pointes de Hongrie » du XVIIIe siècle brûlés au bord des douves, boiseries (IMH) enduites à l’enduit pour voiture et peintes avec de la peinture pour voiture, le parc, impénétrable, ravagé. Jean-Pierre Paupe, aidé de proches, s'évertuera alors à le restaurer. Aujourd’hui le château a retrouvé sa noblesse, même s’il reste encore des travaux à faire. Les travaux furent récompensés :
- 11 novembre 1989 : médaille de bronze décernée par la Renaissance française au titre de l’action en faveur du patrimoine immobilier ;
- 17 novembre 1994 : médaille d'argent décerné par la Renaissance française au titre du patrimoine historique ;
- 11 novembre 1999 : médaille d'or décerné par la Renaissance française au titre de la restauration du patrimoine ;
- 22 juin 2011 : grand prix national décerné par les Vieilles maisons françaises ;
- 14 juillet 2011 : médaille de bronze du tourisme décerné par le ministère de l'économie des finances et de l'industrie.

## Description
Derrière l’église, une allée de tilleuls permet d’accéder au château avec sa forme en L. À droite le verger. Un beau pigeonnier borde le mur extérieur.
Passée la première poterne, on entre dans la basse cour qui  accueille un petit potager décoratif tel que les implantaient les seigneurs au XVIe siècle. Elle est cernée de communs qui témoignent des origines champenoises du château avec ses pans de bois et son torchis.
À gauche la salle des gardes et des voyageurs, suivie par la laiterie qui a remplacé au XVIIe siècle le chartrier. À droite la poudrerie qui permettait de ranger les munitions.
Un jardin à la française, quant à lui, permet de rappeler le XVIIIe siècle.
La deuxième poterne permet l’entrée dans le château, accessible par un double pont levis, porte piétonne et porte charretière, fonctionnant manuellement, donnant également accès à la haute cour (le jardin).
À gauche le corps de logis, à droite des communs (anciennes cuisines, écurie, garage des calèches — à ce jour salle de jeux —, pavillon de la marquise douairière (transformé en gîte). L’ensemble est ordonné selon un plan carré, aux angles duquel sont posées trois tours carrées à canonnières du XVIe siècle, témoins de l’implantation originelle du château. La quatrième tour, arasée, laisse la place à une terrasse. L’ensemble est entouré d’une première enceinte de douves en eau.
Un pont de bois permet d’accéder au parc qui s’ouvre sur une très large perspective. Des arbres séculaires entourent la grande prairie. Une douve basse clôt l’ensemble.
En se retournant, le château se présente comme l’ont voulu les seigneurs au XVIIIe siècle : un château de plaisance.
Le château
La porte principale est surmontée d’une fenêtre à meneau en pierre, garnie de vitraux, encadrée par les fentes destinées à recevoir les flèches du double pont levis.
À droite une partie des communs. À gauche le corps de logis principal qui abrite la partie « noble » du château. Aux deux extrémités se dressent deux tours du XVIe siècle, avec leurs meurtrières, témoins du passé fortifié.
L’accès à l’intérieur du château se fait par le pont levis. Le corps central se dresse face à la basse cour, et s’organise autour de la poterne d’entrée d’où on actionne les mécanismes des ponts levis.
À gauche, le château est dans l’état voulu au XVIIIe siècle pour accueillir les amis du Marquis.
En enfilade :
- une large porte à deux battants mène à la salle à manger, habillée de boiseries peintes, entièrement restaurées. Un beau poêle hollandais en faïence est niché dans une alcôve peinte en marbre trompe l’œil. Le conduit de cheminée représente un palmier entouré d’une vigne, orné d’un chérubin et d’une petite fille en bronze doré. Dallage en pierre octogonales avec cabochons de marbre noir ;
- faisant suite à la salle à manger, le salon et ses très belles boiseries restaurées, richement décorées. Un plancher modèle « petit Versailles » a été posé, selon les méthodes traditionnelles. La cheminée de marbre blanc est surmontée d’un beau trumeau portant une glace ;
- en enfilade, la salle de billard bénéficie d’un parquet modèle « Chantilly », d’une bibliothèque sur deux côtés de la pièce, et d’une belle cheminée en merisier. Une porte dérobée mène à la tour du XVIe siècle dont les magnifiques boiseries sont démontées et numérotées en attendant la pose du parquet. Cette pièce a vocation de boudoir, salle de musique.

Contigu à ces trois pièces s’ouvre le jardin d’hiver construit à la fin du XIXe siècle. Cette grande pièce est actuellement à usage de grand salon.
Au premier et deuxième étage se trouvent les chambres.
À droite de la poterne, dans les communs du XVIe siècle, s’ouvrent les pièces à vivre, rustiques (cuisine, séjour, débotté…).
En retour : une écurie pour les chevaux tirant les calèches, le garage desdites (actuellement salle de jeux). Une annexe aménagée pour la marquise douairière au début du XXe siècle est à ce jour transformé en gîte.
À 200 mètres, une glacière complète la propriété.

## Protection
Sont inscrits par arrêté du 3 août 1987 :
- l'ensemble des façades et toitures, y compris celles de l'aile de la basse-cour, mais à l'exception de la galerie XIXe siècle accolée à la façade sur cour de l'aile nord-est du château ;
- le décor lambrissé et les cheminées de cinq pièces du XVIIIe siècle : grand salon Louis XVI, petit salon, les deux pièces lambrissées du premier étage et le petit cabinet de la tour est ;
- les deux enceintes de douves.

Sont inscrits par arrêté du 25 février 1993 :
- les communs : pigeonnier, glacière, grange située entre le pigeonnier et l'aile d'entrée, écurie (aile nord-est de la cour).

Sont inscrits par arrêté du 20 mai 2011 :
- les façades et toitures du jardin d'hiver, les trois escaliers du logis et leur cage d'escalier, les intérieurs de l'aile d'entrée de la basse-cour depuis la laiterie jusqu'à la grange (non comprise).